# Barbara Magnolfi
Pour les articles homonymes, voir Magnolfi.
Barbara Magnolfi est une actrice franco-italienne, née le 16 avril 1955 à Rennes (France).
Elle a notamment été mariée à l'acteur français Mac Porel, de 1977 à la mort prématurée de ce dernier en 1983.

## Biographie
Barbara Patricia Paola Maria Magnolfi naît en Bretagne d'un père italien et d'une mère française, puis est élevée à Rome par sa mère. Fréquentant alternativement des écoles françaises et italiennes elle parle couramment le français et l'italien. En 1977, elle épouse l'acteur Marc Porel avec lequel elle a tourné plusieurs films. Après la mort, des suites d'une méningite  Marc Porel en 1983, Barbara Magnolfi se consacre à faire connaître au public les dangers des drogues et participe à plusieurs évènements dont No to drugs tout en poursuivant son métier d'actrice.
Elle se remarie en 1985 puis divorce cinq ans plus tard. De cette seconde union naissent deux autres enfants.
Elle est notamment connue pour son interprétation du rôle d'Olga dans le film Suspiria de Dario Argento.
Barbara Magnolfi vit à Los Angeles où elle continue à travailler comme actrice et productrice.

## Filmographie partielle
- 1975 : Di che segno sei? de Sergio Corbucci (non créditée)
- 1975 : À en crever (Morte sospetta di una minorenne) de Sergio Martino : Floriana
- 1977 : Suspiria de Dario Argento : Olga
- 1978 : La Sœur d'Ursula (La sorella di Ursula) de Enzo Milioni : Ursula
- 1985 : Amazonia : La Jungle blanche de Ruggero Deodato : Rita
- 1991 :  Gotcha de Howard Rubie : la mère
- 2013 : Noise Matters de Matias Masucci : Lady Waive
- 2014 :  Disciples de Joe Hollow : Serena Cuzzoni
- 2015 : Violent Shit: The Movie de Luigi Pastore : la dernière victime
- 2016 : Blood on Méliès' Moon de Luigi Cozzi : Barbara
- 2019 : Deathcember d'Ama Lea, épisode Five Deaths in Blood Red : Ilse
- 2020 : Seeds de Skip Shea : Barbara

## Festivals
- Membre du jury courts-métrages, 5e Festival International du Film Fantastique d'Audincourt, Bloody week-end, en 2014.